# 桜井敏雄
桜井 敏雄（さくらい としお、  本名：窪田 邦夫（くぼた くにお）、1909年2月15日 - 1996年2月26日）は、「最後の演歌師」と称された日本の歌手で、自ら奏でるヴァイオリンを伴奏楽器として歌う「ヴァイオリン演歌」のスタイルで演奏した。

## 来歴･人物
東京市下谷区（現在の台東区の一部）三ノ輪に生まれた。生家は骨董商であったが、高等小学校を卒業した後、1923年の関東大震災をきっかけに生家を出て石田一松に弟子入りし、2年ないし3年後に演歌師として独立した。独立後東京を中心に縁日などでヴァイオリン演歌の流しを始める。
その後、桜井は、演歌師として活動の中で無名だった上原げんとや岡晴夫の世話をし、後には彼らを「育てた」と評されるようになった。
第二次世界大戦中は兵役に就いていたが、復員後に妻や両親を相次いで亡くし、戦後、男手一つで4人の子どもを育てた。
1983年には、大衆芸能部門で第4回松尾芸能賞優秀賞を受賞した。
1987年『次郎物語』（1987年7月4日公開） に出演。
1989年には、芸術祭賞演芸部門の受賞が決まり、1990年1月22日に授賞式が行なわれた。
1992年には、なぎら健壱の企画により、桜井の演奏となぎらとの対話を収めたCD『ザ・ヴァイオリン演歌』がリリースされた。
桜井は、晩年まで、各地の大道芸関係のイベントに出演するなどしていたが、1996年2月26日に肺炎のために死去し、遺品のヴァイオリンは形見分けとしてなぎらに譲られた。